# 中央山岳地帯

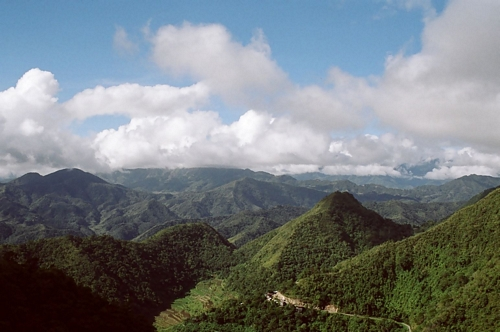
コルディレラ・セントラル

中央山岳地帯（ちゅうおうさんがくちたい）あるいはコルディレラ・セントラル（英語: Cordillera Central）は、フィリピンのルソン島北部にある山脈である。中央山岳地帯は先住民が多くコルディリェラ行政地域に指定されている。

## 地理
最高峰はプログ山（Mt. Pulog）の2,929m。カガヤン川（Cagayan River）の支流であるマガット川（Magat River）やチコ川（Chico River）が北に向かって流れている。

## 文化遺産
この地域にある棚田は、世界最大とも言われている。この地域の稲の棚田は1995年にフィリピン・コルディリェーラの棚田群としてユネスコの世界遺産（文化遺産）に登録されたが、荒廃が進み2001年には危機遺産に指定されている。